# Tsunan
Tsunan (津南町, Tsunan-machi) est un bourg du district de Nakauonuma, dans la préfecture de Niigata, au Japon.

## Histoire
Les bords du fleuve Shinano autour de Tsunan, notamment les terrasses en aval vers la ville de Tōkamachi, ont révélé de nombreux sites archéologiques de l'Epoque Jōmon avec des découvertes des plus grandes poteries préhistoriques à flammèches du Japon (火焔型土器, Jōmon moyen, vers 3000 ans avant JC). Ces poteries sont exposées au Musée Najomon de Tsunan  et au Musée historique municipal .

### Démographie
Au 1er mai 2014, la population de Tsunan s'élevait à 10 248 habitants répartis sur une superficie de 170,28 km2.